# 叽哩咕与女巫
《叽哩咕与女巫》（法語：Kirikou et la Sorcière）是1998年的一部传统动画故事片，由米休·欧斯洛撰写并执导。汲取了西非民间传说的元素，将非洲童话和欧斯洛童年在几内亚的宝贵经历进行了巧妙融合。讲述刚出生的小男孩叽哩咕对抗邪恶女巫karaba，从而拯救了自己的村子。该片由法国、比利时、卢森堡的公司联合制作，并由拉脱维亚的Rija电影工作室和匈牙利Exist工作室完成动画部分。
“叽哩咕”系列取得极大的成功，后续还有2005年的《叽哩咕与野兽》。2007年，《叽哩咕与女巫》首次以舞台音乐剧的形式呈现，名为Kirikou et Karaba。另一部《叽哩咕、男人和女人》将在2011年底到2012下半年开拍。
早期曾由臺灣公共電視臺與東森幼幼臺先後引進，然後公視部分於2002年暑假下午三點時段獨家首播。

## 剧情
在西非的一个小村子里，叽哩咕以一种异乎寻常的方式出生了。这个非同寻常的孩子，呱呱坠地时便会说话走路，而且有着坚定的信念。他从母亲那听说，有个邪恶的女巫不仅使村子再也见不到春天，还吞噬了所有男人，只有一人幸免。叽哩咕的叔叔是最后一位幸存的勇士，他便和叔叔一同去找女巫，展开一段历险。叽哩咕先是蒙过了女巫，救回自己的叔叔、那些被女巫绑架到船上、树上的孩子们。还有一个大怪物，正是它不断喝光村子的水，于是叽哩咕将怪物用燙紅的火鉗刺死。后来他找到睿智的老爺爺，询问有关女巫的问题，继而又经历了几番艰难险阻。爷爷发现叽哩咕总爱问问题，觉得是件好事，便告诉叽哩咕，女巫之所以行恶是因为她很痛苦：她的背后曾被坏人插上过一根毒刺。于是叽哩咕巧妙的哄着女巫拔出了毒刺。女巫的疼毒被治好了，她献给叽哩咕一个吻，于是叽哩咕就变成大人。结局充满爱。

## 幕后
本片的制作团队跨越欧洲多国：包括法国的Les Armateurs, Trans Europe Film, Studio O, France 3 cinéma, RTBF和Exposure；比利时的Odec少儿卡通；卢森堡的Monipoly。动画部分由拉脱维亚的Rija动画工作室和匈牙利的Exist工作室完成。片中背景由Les Armateurs和Paul Thiltges'动画工作室绘制。卢森堡的Tiramisu工作室，制作数字绘画。最后由Les Armateurs和Odec少儿卡通一同在比利时完成总体制作。在西非的塞内加尔进行配音和配乐工作。

### 演职员
法语原版是在塞内加尔首都达喀尔录制，由西非演员和在校学生献声。英文配音版在南非录制，同样是Ocelot执导的。
英文版演职员：
- Theo Sebeko — 叽哩咕（配音）
- Antoinette Kellermann — 女巫（配音）
- Fezele Mpeka — 叔叔（配音）
- Kombisile Sangweni — 母亲（配音）
- Mabutho 'Kid' Sithole — 老头（配音）

台語語音  臺灣
- 薛晴 — 叽哩咕 (小孩)
- 劉小芸 — 女巫
- 韩寒 — 叔叔
- 翟巍 — 叽哩咕 （青年）
- 陈瑾 — 母亲
- 王千源 — 老头

粤语语音  香港
- 吳梅 — 叽哩咕 (小孩)
- 曾佩儀 — 女巫
- 魏惠娥 — 叔叔
- 曹啟謙 — 叽哩咕 （青年）
- 陳寶珠 — 母亲
- 周润发 — 老头

日语配音  日本
- 神木隆之介 — 叽哩咕 (小孩)
- 岡村明美 — 女巫
- 小野大輔 — 叔叔
- 間島淳司 — 叽哩咕 （青年）
- 三石琴乃 — 母亲
- 大塚明夫  — 老头

## 主题

### 美学
与当下流行的三维电脑动画完全不同，平面感、二维效果是叽哩咕系列影片的主要特点。受法国“朴素艺术”画家卢梭带给影片很多灵感，因此呈现出非洲的绚丽色彩和图案。Ocelot在他最新的一部影片《阿祖尔和阿斯马尔》中，又探寻了关于北非世界和伊斯兰的民间故事、建筑风格、艺术形式和美术字体。

### 裸露场面
片中较少的出现了几个不包含色情味道的裸体场面，这也是对非洲前殖民时期的一种描绘。因为这些争议，影片在美国的发行推迟到了2002年。